# Sainte-Opportune
Sainte-Opportune é uma comuna francesa na região administrativa da Normandia, no departamento Orne. Estende-se por uma área de 8,5 km². Em 2010 a comuna tinha 242 habitantes (densidade: 28,5 hab./km²).